# یحیی کمال بیاتلی

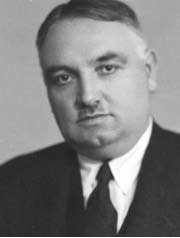

یحیی کمال بیاتلی (به ترکی استانبولی: Yahya Kemal Beyatlı) با نام اصلی احمد آگاه (۲ دسامبر ۱۸۸۴، اسکوپیه، امپراتوری عثمانی - ۱ نوامبر ۱۹۵۸، استانبول، ترکیه) نویسنده، شاعر و سیاستمدار ترک بود.
پس از اتمام تحصیلات مقدماتی در اسکوپیه برای تحصیل در مکتب سلطانی قالاتاساری به استانبول آمد. اما بلافاصله تحصیلاتش را آغاز نکرده و یک سال را در عمارت یکی از بستگانش در ساری‌یر به سرودن شعر گذراند.
وی پس از آن برای تحصیل علوم سیاسی در سال ۱۹۰۳ به پاریس رفته در کالج مو و پس از آن در انستیتوی علوم سیاسی پاریس به تحصیل پرداخت. یحیی کمال در سال ۱۹۱۲ به استانبول بازگشته و به تدریس تاریخ و ادبیات مشغول شد. فعالیت‌های سیاسی او با عضویتش در مجلس ملی سال ۱۹۲۳ اوج گرفت. در سال ۱۹۲۵ به عنوان سفیر به ورشو رفت و در سال ۱۹۲۹ به عنوان سفیر به مادرید فرستاده‌شد.

## سبک ادبی
یحیی کمال اولین شعر خود را در سن ۱۲ سالگی سرود. در ابتدا سرودن شعر را تحت تاثیر معلم ناجی افندی آغاز کرد. اما پس از سفر به استانبول دنباله‌رو سبک توفیق فکرت بود. یحیی کمال در سال‌های تحصیلش در فرانسه فرصت آشنایی با شعر و ادبیات فرانسوی را بدست آورد. این آشنایی زمینه‌ساز مطالعات وی در مورد شعر شد و تلاش کرد تا عناصر شعر فرانسوی را در شعر ترکی بکار ببرد. یکی از مهم‌ترین نوآوری‌های وی در شعر ترکی، بیان ابیات از زبان جمعی است. او عناصر بسیاری از شعر دیوانی را در شعر مدرن استفاده کرد. وی تحت تاثیر شاعرانی چون پل ورلن، شارل بودلر و استفان مالارمه طرفدار جنبش شعر ناب بود.